# Aphidius macrosiphoniella
Aphidius macrosiphoniella är en stekelart som först beskrevs av Tamili och Dinendra Raychaudhuri 1984.  Aphidius macrosiphoniella ingår i släktet Aphidius och familjen bracksteklar. Inga underarter finns listade i Catalogue of Life.